# Predisposició genètica
Una predisposició genètica és una característica genètica que influeix en el possible desenvolupament fenotípic d'un organisme individual dins d'una espècie o població sota la influència de les comdicions ambientals. En medicina, hi ha el terme no tan emprat, de susceptibilitat genètica a una malaltia es refereix a una predisposició genètica a un problema de salut, que eventualment pot ser provocat per factors ambientals o per estils de vida particulars, com ara el tabaquisme o la dieta. Una prova genètica pot ser capaç d'identificar individus que estan genèticament predisposats a certes malalties.